# Michael Slavík
Michael Slavík (* 30. července 1955 Český Brod) je český římskokatolický kněz, v letech 1997–2000 byl rektorem pražského kněžského semináře, od roku 2000 do roku 2016 byl generálním vikářem pražské arcidiecéze. V dubnu 2016 ho Dominik Duka jmenoval do funkce biskupského vikáře pro pastoraci v pražské arcidiecézi.

## Životopis
Kněžské svěcení přijal 28. června 1981. Jako kněz působil ve farnosti v Karlových Varech, ve funkci faráře pak v Ostrově nad Ohří a v pražských farnostech Chodov a Vršovice (září 1985 až srpen 1992). Po přemístění kněžského semináře z Litoměřic do Prahy-Dejvic působil jako spirituál a v letech 1997–2000 jako rektor pražského kněžského semináře.
Několik let byl delegátem Mezinárodní služby katolické charismatické obnovy (ICCRS) pro Střední a východní Evropu. Je členem Společnosti pro církevní právo a v letech 1982–1997 byl soudcem pražského Interdiecézního soudu.

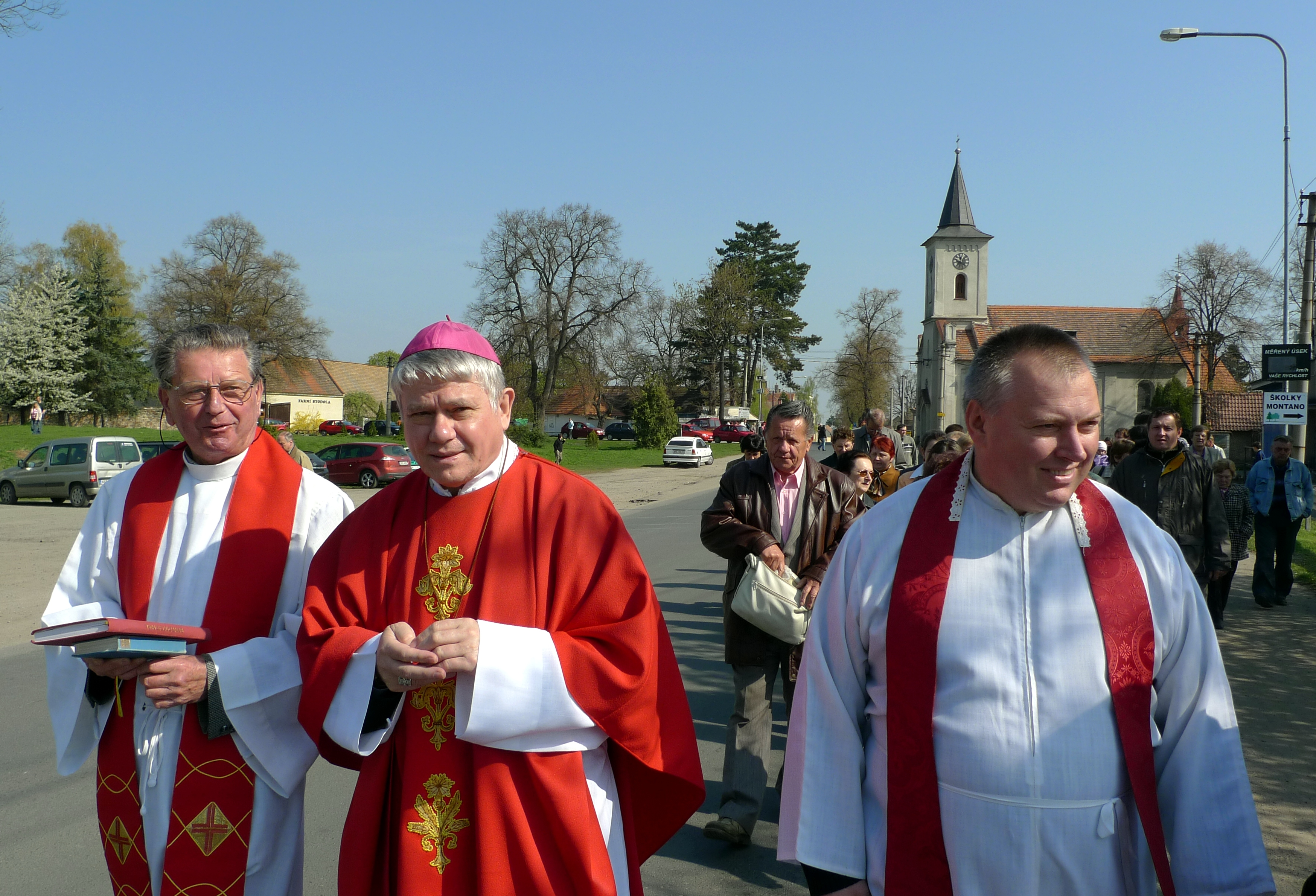
Čelákovický farář Richard Scheuch, Václav Malý a Michael Slavík v Přerově nad Labem

Od roku 1992 je členem kněžské rady a sboru poradců pražského arcibiskupa. Od 1. října 2000 do roku 2016 byl generálním vikářem pražské arcidiecéze nejprve na pětileté funkční období, které mu bylo dekretem z 18. září 2005 prodlouženo na dobu neurčitou. Současně byl ředitelem arcibiskupské kurie (sekretářem arcibiskupství). Od roku 2001 je sídelním kanovníkem Metropolitní kapituly u sv. Víta v Praze, 8. července 2007 jej arcibiskup Miloslav Vlk uvedl do funkce děkana této kapituly, do níž byl 26. června 2007 zvolen. Vykonával ji do roku 2010. Je jednou z osob, o kterých se spekulovalo, že by mohly být nástupce Miloslava Vlka ve funkci pražského arcibiskupa. Od roku 2016 působí jako biskupský vikář pro pastoraci v pražské arcidiecézi s nejasným výkonem funkce.

## Postoje a činy
Po nástupu do funkce faráře ve Vršovicích v roce 1985 zavedl Michael Slavík pravidelné biblické hodiny, které se staly hojně navštěvovanými. Zavedl ve farnosti kursy přípravy k biřmování, později navazující kursy evangelizace či obnovy, počet účastníků se zvyšoval od 30 lidí v roce 1987 až po 140 účastníků druhého běhu kursu v roce 1990/1991. V době obnovy vyučování náboženství zorganizoval tým katechetek, který zpočátku vyučoval kolem 200 přihlášených dětí ve školách na území farnosti.
V souvislosti s kněžími, kteří v minulosti byli vedeni jako spolupracovníci Státní bezpečnosti, jmenovitě biskupem Lobkowiczem, v prosinci 2006 Slavík obecně řekl, že veřejně známá vina žádá veřejné pokání, pokud se někdo opravdu provinil. V témže rozhovoru na Radiofóru Českého rozhlasu se Slavík vyhnul odpovědi na otázku týkající se uznání biskupského svěcení Jana Blahy, působivšího v rámci tzv. podzemní církve.

## Publikace
- Seznam děl v Souborném katalogu ČR, jejichž autorem nebo tématem je Michael Slavík
- Michael Slavík: Manželství – od snů k realitě : teologicko-právní analýza některých přístupů k uzavírání manželství, Praha, Pastorační středisko, 1998, ISBN 80-238-2739-1
- předmluva k brožuře: ed. Kateřina Lachmanová: Démony vyhánějte : hlavní myšlenky z promluv exorcisty P. Eliase Velly, Zlín, Křesťanské informační středisko, 1994
- Michael Slavík, seznam článků v Teologických textech (články z let 1990-1998, překlad v roce 2005)